# اچ‌ام‌اس استریچ (۱۹۰۰)

{{Infobox ship characteristics
اچ‌ام‌اس استریچ (۱۹۰۰) (به انگلیسی: HMS Ostrich (1900)) یک کشتی بود که طول آن ۲۱۵ فوت ۶ اینچ (۶۵٫۶۸ متر) Length overall بود. این کشتی در سال ۱۹۰۰ (میلادی)|۱۹۰۰]] ساخته شد.